# Иванов, Владислав Александрович (футболист)
Владисла́в Алекса́ндрович Ивано́в (род. 24 января 1986, Нарва, Эстонская ССР, СССР) — российский футболист, полузащитник и нападающий.

## Карьера

### Клубная
В 2003 году начал карьеру в эстонском клубе «Нарва-Транс». В 2008 году был арендован «Карпатами», но за клуб так и не сыграл. В 2009 году стал чемпионом Эстонии в составе «Левадии». В 2010 году перешёл в греческий «Астерас» из Триполи, но, не проведя за команду ни одного матча, в 2011 году был отдан в аренду «Ильюполис», после чего перешёл в московское «Торпедо». В 2012 году с 23 забитыми мячами стал лучшим бомбардиром чемпионата Эстонии. 27 февраля 2013 года подписал контракт с клубом «Луч-Энергия». Летом того же года пополнил ряды дзержинского «Химика». В 2014 году вернулся в «Левадию», в конце августа покинул клуб, став лучшим бомбардиром команды и забив 19 мячей. В 2015 году защищал цвета узбекского «Машъала» и «Инфонета». В марте 2016 года вернулся в клуб «Нарва-Транс», подписав контракт на один год. В июле того же года перешёл в «Ярве», однако не играл за него. Завершил карьеру в «Таллине» в 2020 году.

### В сборной
В составе юношеской сборной Россия до 19 лет провёл 6 матчей, забил 2 мяча.

## Достижения

### Командные
- Чемпион Эстонии (2): 2009, 2014
- Серебряный призёр чемпионата Эстонии: 2006
- Бронзовый призёр чемпионата Эстонии: 2008
- Обладатель Кубка Эстонии (2): 2009/10, 2013/14
- Финалист Кубка Эстонии: 2006/07
- Обладатель Суперкубка Эстонии (2): 2007, 2010
- Победитель зоны «Восток» Второго дивизиона России: 2012/13

### Личные
- Лучший бомбардир чемпионата Эстонии: 2012